# 4A busz (Bécs)
A 4A (Linie 4A) jelzésű autóbusz Karlsplatz U és Wittelsbachstraße között közlekedik. A vonalon általában alacsonypadlós Mercedes Citaro szóló buszok közlekednek. A járatot a Wiener Linien üzemelteti.

## Útvonala
| Wittelsbachstraße felé | Karlsplatz felé |
| --- | --- |
| Karlsplatz U vá. – Karlplatz – Lothringerstraße – Lisztstraße – Zaunergasse – Neulinggasse – Landstraßer Hauptstraße – Kundmanngasse – Marxergasse – Rasumofskygasse – Rotundenbrücke – Schüttelstraße – Tiergartenstraße – Böcklinstraße – Wittelsbachstraße vá. | Wittelsbachstraße vá. – Böcklinstraße – Wittelsbachstraße – Rotundenbrücke – Rasumofskygasse – Landstraßer Hauptstraße – Neulinggasse – Zaunergasse – Lisztstraße – Lothringerstraße – Karlsplatz – Karlsplatz U vá. |

## Megállóhelyei
| perc (↓) | megállóhely             | perc (↑) | átszállási kapcsolatok                            |
| -------- | ----------------------- | -------- | ------------------------------------------------- |
| 0        | Karlsplatz              | 13       | U1 , U4 59A, N46, N49, N60, N62 Wiener Lokalbahn  |
| 1        | Schwarzenbergplatz      | 11       | 1, 2, 71, D, U2Z 2A, N25, N38, N60, N66, N71, N75 |
| 2        | Akademietheater         | 10       |                                                   |
| 2        | Lisztstraße             | 9        |                                                   |
| 3        | Am Modenapark           | 8        |                                                   |
| 5        | Ungargasse/Neulinggasse | 7        | 1, O                                              |
| 6        | Ziehrerplatz            | 6        |                                                   |
| 7        | Hintzerstraße           | 5        | 74A                                               |
| 8        | Rochusgasse             | 4        | U3 74A, N75                                       |
| 9        | Geusaugasse             | ∫        |                                                   |
| 9        | Rasumofskygasse         | 2        |                                                   |
| ∫        | Löwengasse              | 1        | 1 N29                                             |
| 12       | Wittelsbachstraße       | 0        | 1 80A, N29                                        |